# We're An American Band
We're an American Band — сьомий студійний альбом американського хард-рок-гурту Grand Funk Railroad, назва якого в цьому релізі скорочена до Grand Funk. Альбом вийшов у липні 1973 року на лейблі Capitol Records і за місяць отримав «золотий» сертифікат Американської асоціації звукозаписувальної індустрії (RIAA).
До роботи над цим альбомом вже як повноправний учасник гурту долучився Крейг Фрост, який був сесійним музикантом у записі попереднього альбому Phoenix, виданого роком раніше. Продюсером альбому вперше став Тодд Рандгрен, співпраця з яким тривала й надалі.
Оригінальний конверт альбому був ніби вкритий позолотою, а перші наклади платівок виготовлялися з прозорого темно-жовтого вінілу, що імітував вигляд «золотого» диска. Проте успіх We're an American Band перевершив очікування й альбом згодом отримав платиновий статус. Він посідає 200-те місце у списку Definitive 200 Albums of All Time, укладеному Національною асоціацією торговців музичною продукцією (NARM).
Альбом неодноразово перевидавався й нині доступний у форматі компакт-диска. Існує також квадрофонічний мікс, записаний на 8-доріжковій магнітній стрічці в картриджах формату Stereo 8 (інша назва — Quadraphonic 8-Track).
Заголовна композиція, яка й дала назву альбому, була випущена окремим синглом ще до релізу платівки — 2 липня 1973 року. Вона стала головним радіохітом та однією з найвідоміших пісень гурту. Другий сингл, «Walk Like a Man», побачив світ 29 жовтня 1973 року. Обидві пісні виконані ударником Доном Брюером.

## Запис, виробництво, художнє оформлення та упаковка
Після звільнення продюсера Террі Найта, гурт Grand Funk вирішив самостійно займатися продюсуванням, однак попередній альбом Phoenix (1972), випущений без сторонньої продюсерської участі, був прохолодно сприйнятий критиками. Це спонукало гурт шукати нового продюсера. Концертний директор Grand Funk Ендрю Кавальєрі (Andrew Cavaliere) звернувся по допомогу до відомого менеджера Альберта Ґроссмана, який запропонував кандидатуру Тодда Рандґрена. Ґроссман пообіцяв зробити його одним із найбільш високооплачуваних продюсерів у галузі й домігся авансу в розмірі 50 000 доларів за контракт на запис нового альбому — We're an American Band.

### Запис альбому
Запис альбому відбувся з 13 по 15 червня 1973 року на студії Criteria в Маямі. Звукорежисером виступив Сет Снайдер (Seth Snyder) за участі асистента Алекса Садкіна. Хоча Садкін не був зазначений у вихідних даних, його участь у записі сприяла подальшому професійному зростанню. Рандґрен також став продюсером наступного альбому гурту — Shinin' On (1974), після чого його замінив Джімі Ієннер.
We're an American Band став переломним альбомом у кар’єрі Grand Funk завдяки продюсерській роботі Тодда Рандґрена, якого залучили, щоб, як сказав Дон  Брюер, — «допомогти нам здійснити перехід від FM-андеграунду до більш хітового звучання». Це спрацювало. Випущений 2 липня 1973 року альбом посів перше місце в американському чарті та друге місце в чарті Billboard 200, і ще один тиждень він був найкращим в альбомних чартах Cash Box та Record World.

### Дизайн альбому
Дизайном альбому займалася фотографка та режисерка Лінн Ґолдсміт, яка ще 1972 року зняла для ABC телевізійну стрічку про гурт, що транслювалася в програмі In Concert. Після створення промофільму We’re an American Band вона стала співменеджеркою Grand Funk. Ідея випуску альбому та однойменного синглу на напівпрозорому жовтому вінілі, що імітував «золоту платівку», належала саме їй. Її підтримала компанія Sterling Sound, яка й здійснила виробництво.
Ґолдсміт відповідала за візуальну концепцію оформлення, зокрема за всі використані фотографії. Вона створила й новий логотип гурту — стилізоване зображення вказівного пальця («Pointing Finger»). У комплекті з оригінальним виданням платівки йшли чотири наліпки з цим логотипом (дві сині та дві червоні). На паперовій етикетці в центрі вінілу була рекомендацію слухати альбом «на повну гучність». Назва «Grand Funk Railroad» більше не використовувалася в оформленні, окрім згадки у назві пісні на другій стороні платівки.

## Прийом
Після виходу альбому «'We're an American Band» став найкращим альбомом критиків групи до цих пір. Роберт Крістгай (Robert Christgau) дав альбому B-, його найвищий рейтинг для альбомів Grand Funk Railroad на той час (хоча  Shinin' On(1974) та Grand Funk Hits (1976) отримав B і B+ відповідно). Сучасний оглядач альбомів Вільяма Рульмана для Allmusic заявив, що альбом був відхиленням від звичного матеріалу гурту, що в основному було пов'язано з виробництвом Тодда Рандґрена та збільшенням Доном Брюєром лідерської вокальної роботи. Рульман також сказав, що альбом звучав більш професійно, ніж попередні.

## Список композицій
| Перша сторона | Перша сторона            | Перша сторона          | Перша сторона | Перша сторона |
| #             | Назва                    | Автор                  | Вокал         | Тривалість    |
| ------------- | ------------------------ | ---------------------- | ------------- | ------------- |
| 1.            | «We're an American Band» | Дон Брюер              | Дон Брюер     | 3:27          |
| 2.            | «Stop Lookin Back»       | Дон Брюер, Марк Фарнер | Дон Брюер     | 4:52          |
| 3.            | «Creepin'»               | Марк Фарнер            | Марк Фарнер   | 7:02          |
| 4.            | «Black Licorice»         | Дон Брюер, Марк Фарнер | Дон Брюер     | 4:45          |

| Друга сторона | Друга сторона      | Друга сторона          | Друга сторона | Друга сторона |
| #             | Назва              | Автор                  | Вокал         | Тривалість    |
| ------------- | ------------------ | ---------------------- | ------------- | ------------- |
| 5.            | «The Railroad»     | Фарнер                 | Фарнер        | 6:12          |
| 6.            | «Ain't Got Nobody» | Дон Брюер, Марк Фарнер | Марк Фарнер   | 4:26          |
| 7.            | «Walk Like a Man»  | Дон Брюер, Фарнер      | Дон Брюер     | 4:05          |
| 8.            | «Loneliest Rider»  | Марк Фарнер            | Марк Фарнер   | 5:17          |

| 2002 bonus tracks | 2002 bonus tracks                     | 2002 bonus tracks      | 2002 bonus tracks      | 2002 bonus tracks |
| #                 | Назва                                 | Автор                  | Вокал                  | Тривалість        |
| ----------------- | ------------------------------------- | ---------------------- | ---------------------- | ----------------- |
| 9.                | «Hooray»                              | Дон Брюер, Марк Фарнер | Дон Брюер, Марк Фарнер | 4:05              |
| 10.               | «The End»                             | Дон Брюер, Марк Фарнер | Дон Брюер              | 2:49              |
| 11.               | «Stop Looking Back» (acoustic mix)    | Дон Брюер, Марк Фарнер | Дон Брюер              | 3:04              |
| 12.               | «We're an American Band» (2002 remix) | Дон Брюер              | Дон Брюер              | 3:32              |

## Склад
Ноти
- Марк Фарнер — вокал, гітара, акустична гітара, конґа; електричне піаніно у «Creepin'»
- Мел Шахер — бас-гітара
- Дон Брюер — ударні, вокал
- Крейг Фрост — електроорган, клавінет, клавесин, піаніно, синтезатор Муга

## Виробництво
Per sleeve notes
- Тодд Рандґрен — продюсер, аудіоінженер
- Енді Кавальєрі — концертний директор
- Джон Хоернлі (John Hoernle) — арт-директор
- Лінн Ґолдсміт — дизайнер, фотограф
- Сет Снайдер — звукорежисер
- Алекс Садкін — асистент звукорежисера

## Чарти
| Чарт (1973)с            | Найвища позиція |
| ----------------------- | --------------- |
| Canadian Top Albums     | 4               |
| German Albums           | 46              |
| Norwegian Top 40 Albums | 12              |
| US Billboard 200        | 2               |

Сингли
| Рік  | Сингл                    | Чарт              | Позиція |
| ---- | ------------------------ | ----------------- | ------- |
| 1973 | «We're an American Band» | Billboard Hot 100 | 1       |
| 1973 | «We're an American Band» | Канада            | 4       |
| 1973 | «We're an American Band» | Австралія         | 87      |
| 1973 | «Walk Like a Man»        | Billboard Hot 100 | 19      |
| 1973 | «Walk Like a Man»        | Канада            | 16      |